# Frösötornet

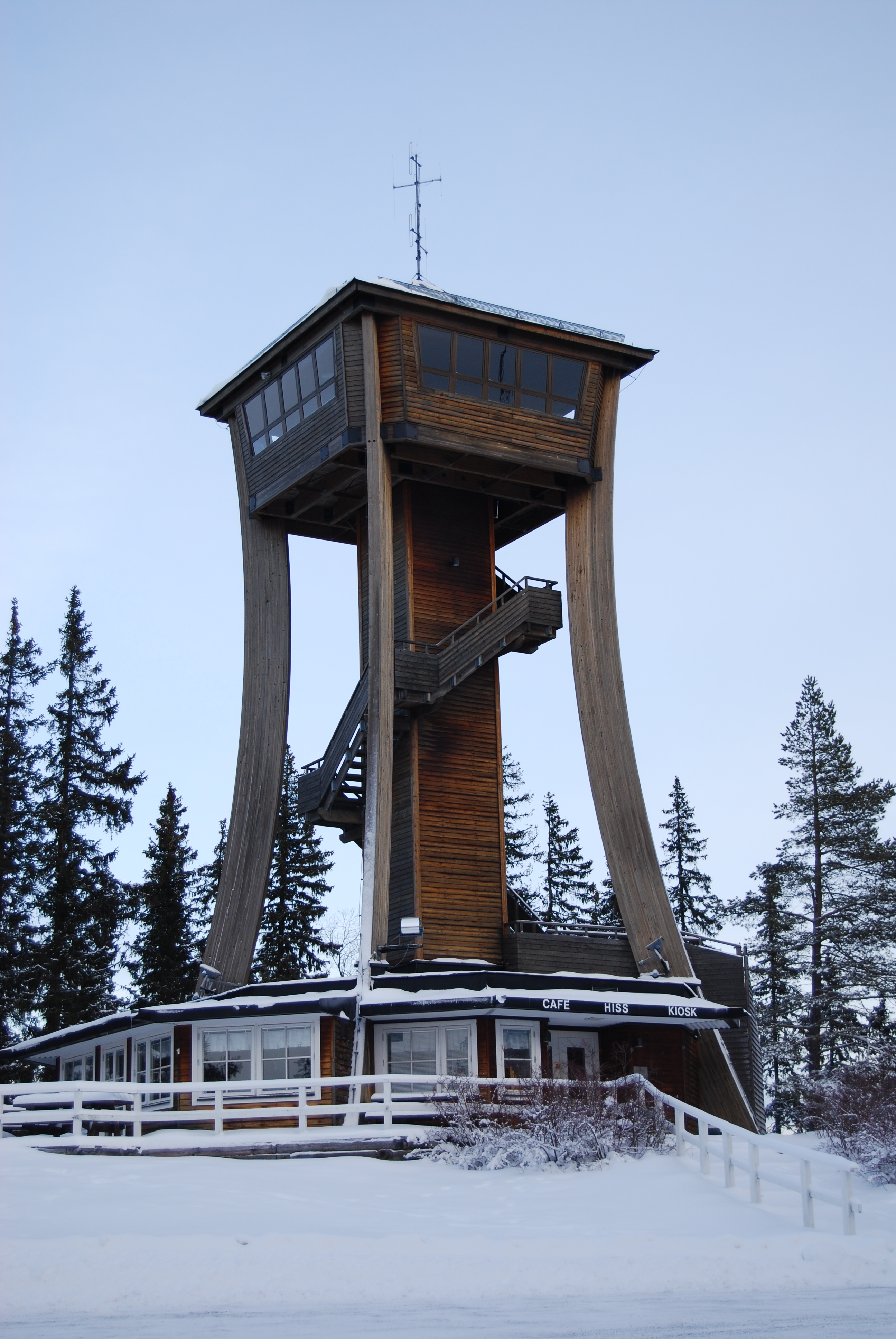
Det nuvarande tornet från 1982, fotograferat i januari 2008.

Frösötornet är ett utsiktstorn, beläget på den högsta delen av ön Frösön i Östersunds kommun i Jämtlands län, Sverige.
Det ursprungliga tornet byggdes 1888, det ersattes 1929 av ett nytt torn på samma ställe varpå det gamla revs, det andra tornet brann ner 1979 och ersattes av det nuvarande tornet våren 1982.
Från tornet kan man bland annat se till Åreskutan, ett tiotal mil bort.